# Estadio Aldo Drosina
El Estadio Aldo Drosina es un estadio multiusos ubicado en Pula, Croacia, utilizado especialmente para el fútbol. Fue inaugurado en 2010 y tiene una capacidad para 9200 espectadores, siendo el estadio en el que disputa sus partidos el NK Istra 1961 y el NK Istra.
El 9 de febrero de 2011 se celebró el partido que inauguraba el estadio entre Croacia y República Checa, que finalizó con victoria de los croatas por 4-2. El estadio fue nombrado en honor a Aldo Drosina, un antiguo jugador de fútbol y entrenador de Pula.

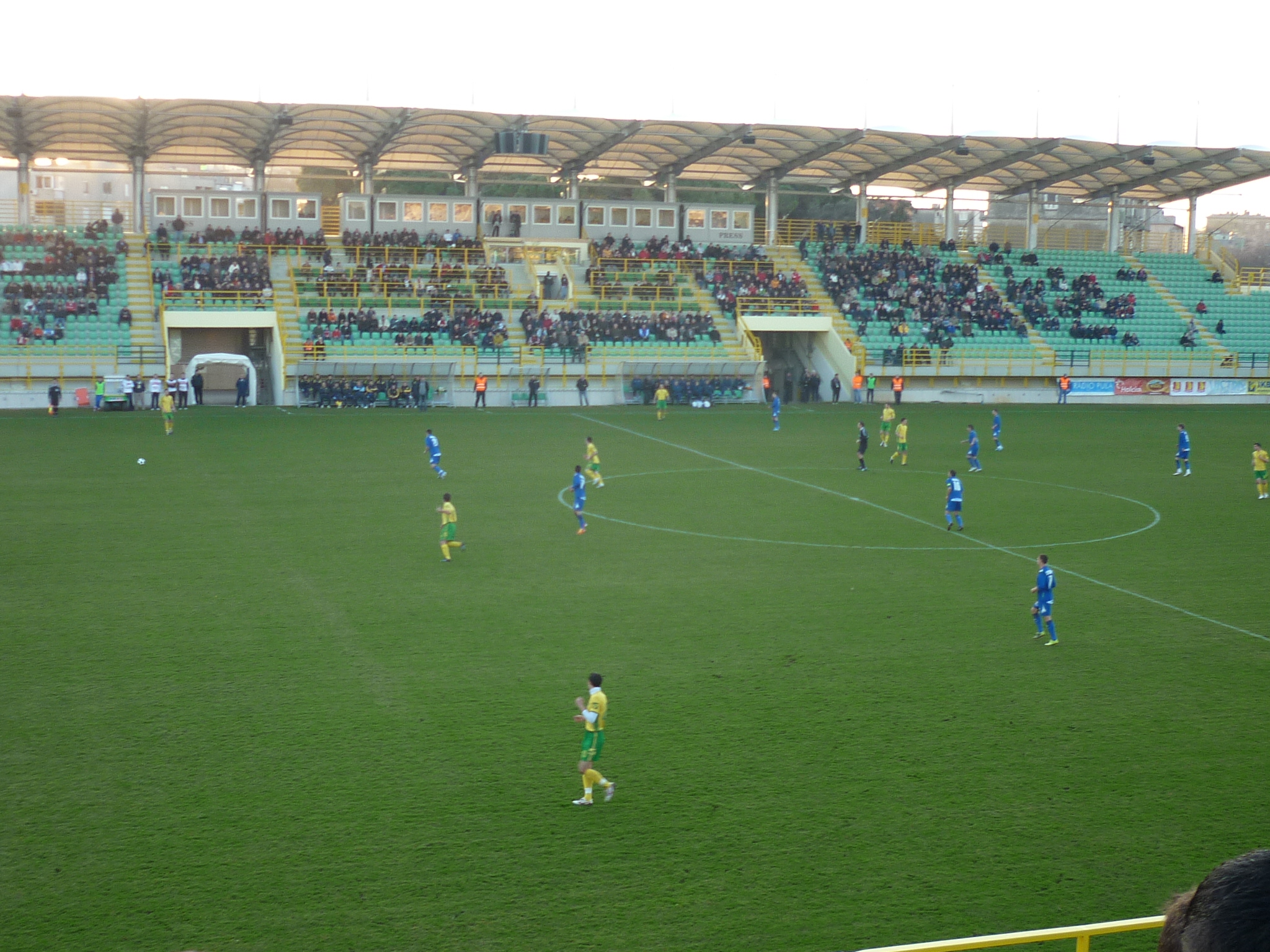
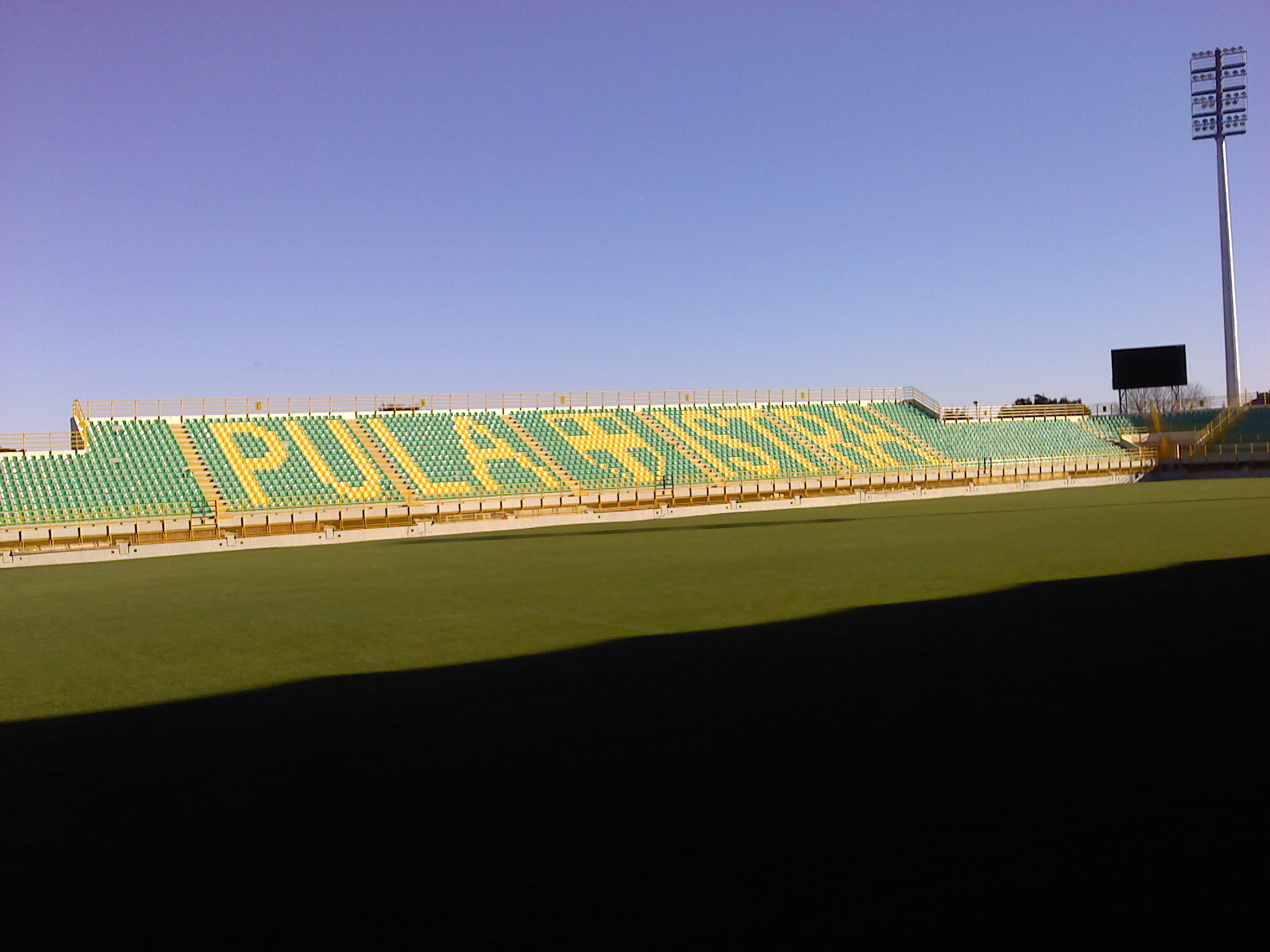